# Taniantaweng Shan
Taniantaweng Shan är en bergskedja i Kina. Den ligger i den centrala delen av landet, 1 900 km sydväst om huvudstaden Peking.